# チェスト! (映画)
『チェスト!』は、2008年に制作された日本映画。
鹿児島県鹿児島市の小学校、鹿児島市立清水小学校で1917年から、鹿児島市立松原小学校が1926年から実施している行事『錦江湾横断遠泳大会』を題材として、架空の小学校『清水原小学校』の6年2組を舞台に同大会に参加する小学生を描く。
チェストとは鹿児島で話される薩隅方言のかけ声である。

## 完成までの経過
プロデューサーの坂上也寸志が錦江湾遠泳に感動を覚えたことをきっかけとして、2007年3月18日に企画が始動。企画が「日本映画エンジェル大賞」に入選したことにより同年5月13日に正式に映画制作が決定した。
地元のNPOカゴシマライフネットを事務局として始動し、オーディションは同年5月から6月にかけて東京の共同テレビジョンと鹿児島のドルフィンポートで実施。同年7月2日には主演の4名が決定し、同月9日に鹿児島で制作発表が行われた。8月10日から合宿を実施し、映画撮影への本格的な役作りが始まった。
8月20日から映画撮影が開始。約1ヶ月のロケを経て9月23日に終了した。編集はおよそ2ヶ月に及び、「0号試写」は11月30日に実施された。

## ロケ地
制作サイドは当初「鹿児島市」を舞台としていることから、ロケ地も鹿児島市を中心に予定していた。ところが、鹿屋市を訪れた監督が自然の美しさに一目惚れしたことにより、ロケ地の7割が鹿屋市で実施されることとなった。一例として、「清水原小学校」は鹿屋市立菅原小学校を使用している。

## 公開日程
当作品の全国公開は2008年4月19日。一部地域では先行公開された。詳細は以下の通り。
- 2008年3月1日 - 鹿児島県内の3箇所（アミュプラザ鹿児島の鹿児島ミッテ10・フレスポジャングルパークのTOHOシネマズ与次郎・リナシティかのやのミニシアター）
- 2008年3月15日 - 九州各地（イオンモール宮崎の宮崎セントラルシネマのみ同月22日）

## 出演者
カッコ内は役名と立場。
- 高橋賢人（吉川隼人、主人公）
- 御厨響一（矢代智明、転校生）
- 中嶋和也（成松雄太、過敏性腸症候群をもつ同級生）
- 宮﨑香蓮（牟田敦美、6年2組の学級委員）
- 松下奈緒（白石奈津子、なっち先生）
- 髙嶋政宏（吉川隆夫、隼人の父親）
- 大坪千夏（吉川道子、隼人の母親）
- 小林隆（矢代敏明、智明の父親）
- 北村栄基（高坂潔、コーケツ先生）
- 野村五十鈴（成松貴和子、雄太の母親）
- 榎木孝明（成松秀峰、雄太の父親） - 特別出演
- 筒井真理子（牟田和代 、敦美の母親）
- 三遊亭歌之介（鹿児島市交通局の運転手）
- 羽田美智子（矢代雪子、智明の母親）
- よし俣とよしげ（漁師のヨッちゃん）
- DJ POCKY（天文館でビラ配りをするサンドイッチマン）
- 保岡興治（清水原小学校のPTA会長）

## 受賞など
- 第8回日本映画エンジェル大賞[2]
- 香港フィルマートの日本代表
- 文部科学省選定作品